# Idiodes fictilis
Idiodes fictilis är en fjärilsart som beskrevs av Turner 1919. Idiodes fictilis ingår i släktet Idiodes och familjen mätare. Inga underarter finns listade i Catalogue of Life.